# 阿里巴巴和四十大盜

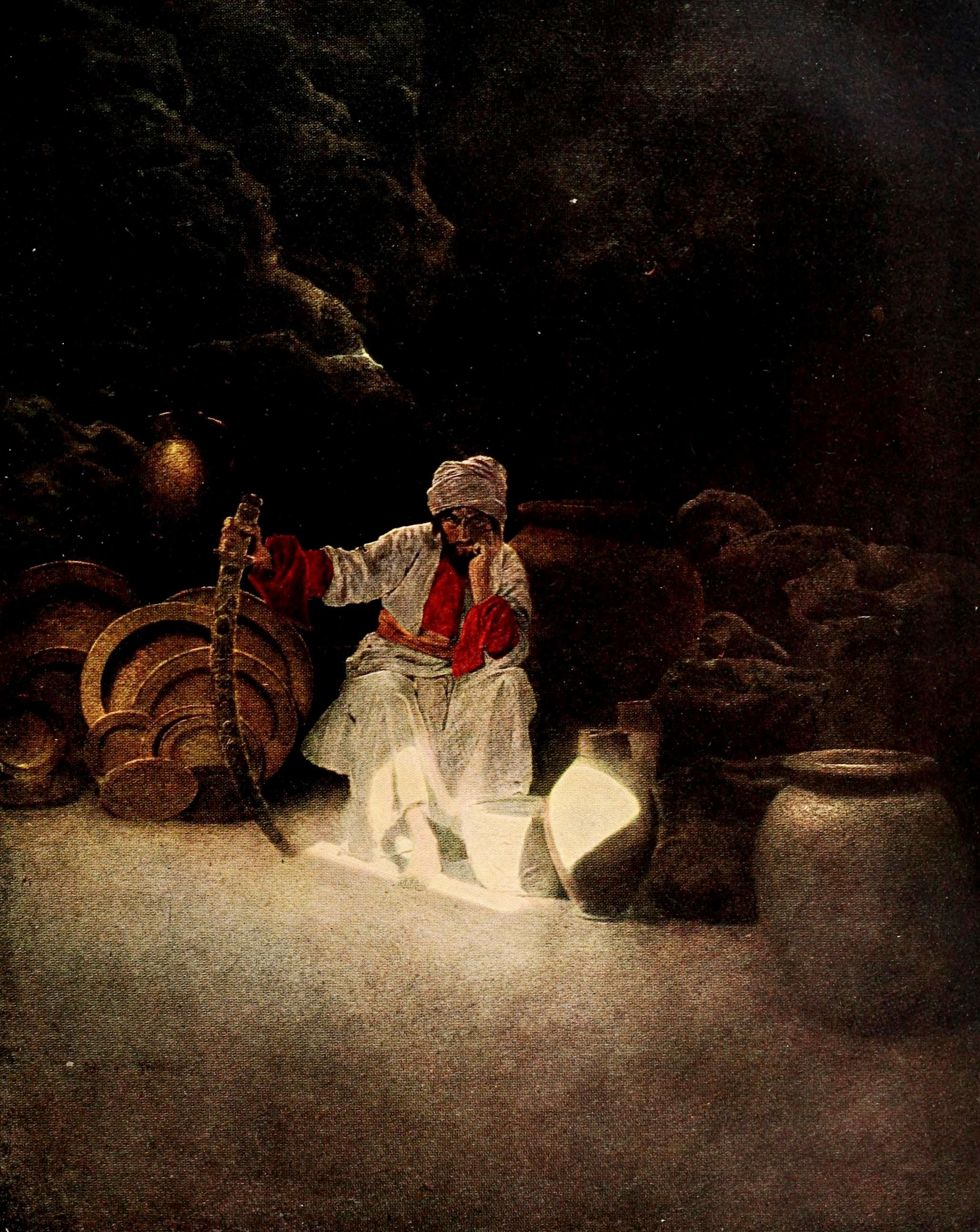
麥克斯菲爾德·帕里什畫作中的阿里巴巴（1909年）

阿里巴巴與四十大盜（阿拉伯语：علي بابا والأربعون لصا）是一則阿拉伯民間故事，由法國譯者安托萬·加朗在18世紀錄入《一千零一夜》，取自敘利亞說書人漢納·迪亞布之口述。作為《天方夜譚》最家喻戶曉的故事之一，世界各地皆可見其以各種媒體再現。
在原版中，阿里巴巴（羅馬化：ʿAlī Bābā）是一個貧窮的樵夫和誠實的人，他發現了盜賊巢穴的秘密，並用密語「芝麻開門」進入。盜賊們試圖殺死阿里巴巴，但他忠誠的女奴破壞了他們的陰謀。他的兒子與她結婚，阿里巴巴保守著寶藏的秘密。

## 版本历史
将这篇故事最早加入《一千零一夜》的欧洲翻译者之一安托万·加朗（Antoine Galland），把故事加入了他的法语译本（法語：Les Mille et Une Nuits）（1704-1717年成书）。加朗是18世纪的法国东方学家，故事的来源可能是加朗在阿勒颇（今属叙利亚）听到中东讲故事人口述的。但故事已知的最早成文版本就是加朗的法语版。当理查德·弗朗西斯·伯顿将《一千零一夜》翻译成英文版（The Book of the Thousand Nights and a Night）时，他把这篇故事放在「附錄」之中，而不是书的主体。伯顿认为故事最早来源于塞浦路斯的希腊人。
美国东方学家当肯·布莱克·麦克当纳（Duncan Black MacDonald）曾声称在牛津的博德利图书馆发现此故事的阿拉伯语手稿，但这份手稿后来被发现是伪造的。

## 故事大意
阿里巴巴是一個樵夫，家境貧寒，一日砍柴時，發現了四十個強盜的藏寶巢穴，並且竊聽到強盜的暗語，暗語類似於密碼，可以觸動巢穴暗門的機關，一喊「芝麻開門」，暗門就開啟，一喊「芝麻關門」，暗門就封閉。阿里巴巴於是帶了許多黃金、白銀回家，成為富豪。這事件卻被兄長卡西姆一家無意間發現。卡西姆雖然娶了富家女，家境富裕，卻為人貪婪，也立刻去了藏寶巢穴，要「大開殺戒」一番，誰知卻因為忘記暗語，被反鎖在巢穴內，被強盜發現而殺死、分屍，留下了太太與兒子小卡西姆，阿里巴巴接濟了兄長遺孀。
強盜們循著線索，追往阿里巴巴家中，並兩度在阿里巴巴家門上作記號，卻因阿里巴巴的婢女瑪姬娜非常機智，把社區內所有家門口都做了一樣的記號。強盜三番兩次不能得逞。強盜頭子大怒，假裝成油販子，把所有強盜裝在油甕裏面，到阿里巴巴家中借宿，想要乘著半夜，強盜盡出，滅了阿里巴巴一家，將所有金錢取回。誰知瑪姬娜發現油甕裏面都是強盜，於是在油甕中淋上滾燙的熱油，將所有強盜燙死。
強盜頭子逃出，誓言報仇雪恨，化名為凱浪吉·海珊，假裝是商人，與小卡西姆套交情，想趁著阿里巴巴到小卡西姆家聚餐時殺了阿里巴巴。但筵席中，凱浪吉的長相卻被瑪姬娜認出，瑪姬娜就假裝為凱浪吉表演，在曼妙婀娜的身材，搖曳多姿的舞蹈中，拿起匕首刺殺了凱浪吉。
瑪姬娜立了大功，阿里巴巴於是賞賜了瑪姬娜許多金币，將瑪姬娜提昇為自由人，並把她許配給了小卡西姆。從此小卡西姆、阿里巴巴兩家都過着幸福快樂的日子。

## 文化影响
历史上《阿里巴巴和四十大盗》曾屡次改编为戏剧、电视、电影等，迪士尼公司更将故事大幅修改后改编成动画片《阿拉丁和大盗之王》。
由马来西亚已故巨星比·南利于1961年执导的经典电影《阿里巴巴与王老五》（Ali Baba Bujang Lapok）也改篇自这个故事，但加入了一些不合时宜的元素以增加喜剧元素，例如角色卡西姆使用一辆卡车装下拿到的金银珠宝。
中国的电子商业公司阿里巴巴集团的名称也取自故事主人公。